# Гриднева, Татьяна
Татьяна Гриднева (род. 23 мая 1958) — советская легкоатлетка, специалистка по бегу на длинные дистанции и марафону. Выступала за сборную СССР по лёгкой атлетике в 1980-х годах, победительница Кубка мира по марафону в командном зачёте, обладательница бронзовой медали Игр доброй воли в Москве, призёрка стартов всесоюзного значения, участница ряда крупных международных забегов. Мастер спорта СССР международного класса.

## Биография
Татьяна Гриднева родилась 23 мая 1958 года. Занималась лёгкой атлетикой в Таганроге в добровольном спортивном обществе «Труд», проходила подготовку под руководством заслуженного тренера РСФСР Александра Александровича Лебединского. Позднее проживала в Баку, Ташкенте и Алма-Ате, выступала за Азербайджанскую, Узбекскую и Казахскую ССР соответственно, представляла Советскую Армию.
Впервые заявила о себе в мае 1981 года, когда на всесоюзных соревнованиях в Кишинёве одержала победу в беге на 3000 метров, установив при этом свой личный рекорд — 9:11.6. Также в этом сезоне показала 15-й результат на Кубке СССР по марафонскому бегу в Ужгороде (2:58:24).
В 1982 году в беге на 5000 метров стала четвёртой на соревнованиях в Подольске.
В 1983 году заняла 11-е место на чемпионате СССР по марафону в программе VIII летней Спартакиады народов СССР в Москве (2:41:30), была девятой на марафоне в Ужгороде (2:41:30).
В 1985 году показала 12-й результат на чемпионате СССР по марафону в Могилёве (2:38:47), стала 12-й в беге на 5000 метров на чемпионате СССР в Ленинграде.
В 1986 году финишировала второй на марафоне в Карл-Маркс-Штадте (2:45:03), закрыла десятку сильнейших в беге на 10 000 метров на Мемориале братьев Знаменских в Ленинграде. Представляла Советский Союз на впервые проводившихся Играх доброй воли в Москве — с результатом 2:34:40 завоевала бронзовую награду в программе марафона, уступив лишь своим соотечественницам Надежде Гумеровой и Ирине Богачёвой (также стала бронзовой призёркой разыгрывавшегося здесь чемпионата СССР по марафону). Позднее на первенстве Вооружённых сил в Киеве с личным рекордом 32:29.39 получила серебро в дисциплине 10 000 метров. С результатом 2:32:06 отметилась победой на марафоне в Ужгороде.
В мае 1987 года на соревнованиях в Алма-Ате установила ныне действующие рекорды Казахстана в беге на 20 000 метров и часовом беге — 1:09:34.10 и 17 288 метров соответственно. В составе советской сборной стартовала на Кубке мира по марафону в Сеуле — с личным рекордом 2:31:56	пришла к финишу четвёртой и тем самым помогла соотечественницам выиграть женский командный зачёт. Кроме того, финишировала восьмой в дисциплине 10 000 метров на чемпионате СССР в Брянске и второй в дисциплине 5000 метров на всесоюзном старте в Новосибирске.
В 1988 году заняла 17-е место на чемпионате СССР по марафону в Таллине (2:46:52) и 12-е место на Чикагском марафоне (2:37:36).
В 1989 году выиграла бронзовую медаль на чемпионате СССР по марафону в Белой Церкви (2:34:13), финишировала девятой на Гонолульском марафоне (2:51:52).
За выдающиеся спортивные достижения удостоена почётного звания «Мастер спорта СССР международного класса».